# Marthella
Marthella là một chi thực vật có hoa trong họ Burmanniaceae, lần đầu tiên được Ignatz Urban mô tả như là một chi vào năm 1903. Nó chỉ chứa 1 loài đã biết là Marthella trinitatis, loài đặc hữu đảo Trinidad.